# Karyatid

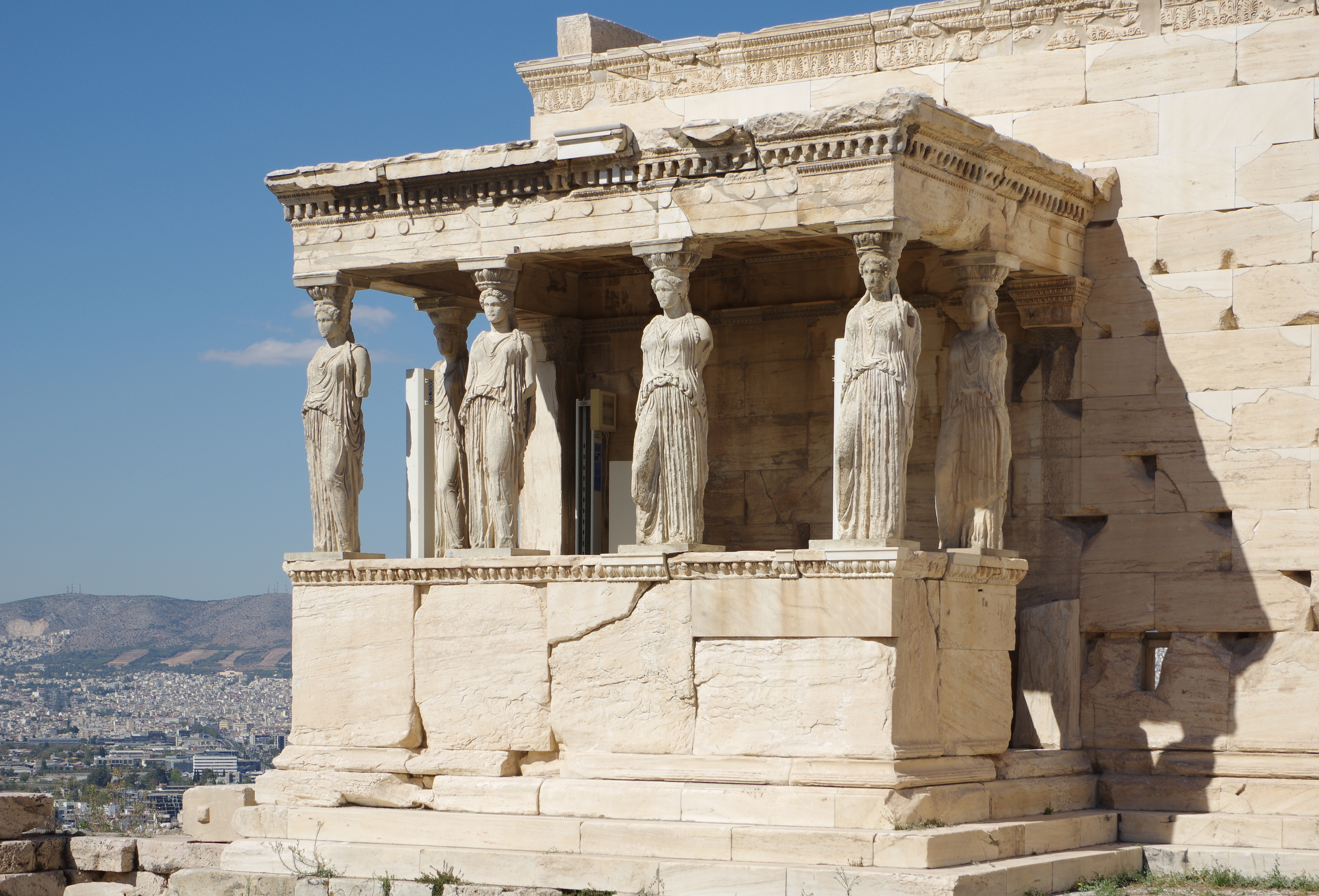
Karyatider på Erechtheion, Akropolis.

En karyatid (av grekiskans karyatides, flickor från staden Karyai i Lakonien) är en kvinnoskulptur i naturlig storlek eller halvt naturlig storlek som används som stöd istället för en kolonn. Om den bär en korg kallas den canephora.
Karyatiderna dyker upp i den grekiska konstens kolonner, bland annat i Sifniernas skattehus i Delfi. Mest berömda är de sex karyatiderna på Atens Akropolis. Här bär karyatiderna ett slags kapitäl, på vilket bjälklaget vilar. Romarna tog upp karyatidmotivet. Renässansen och i synnerhet barocken tog även upp karyatidmotivet, ofta dock med övre delen av en kvinnlig kropp, nedtill avslutad som en herm.

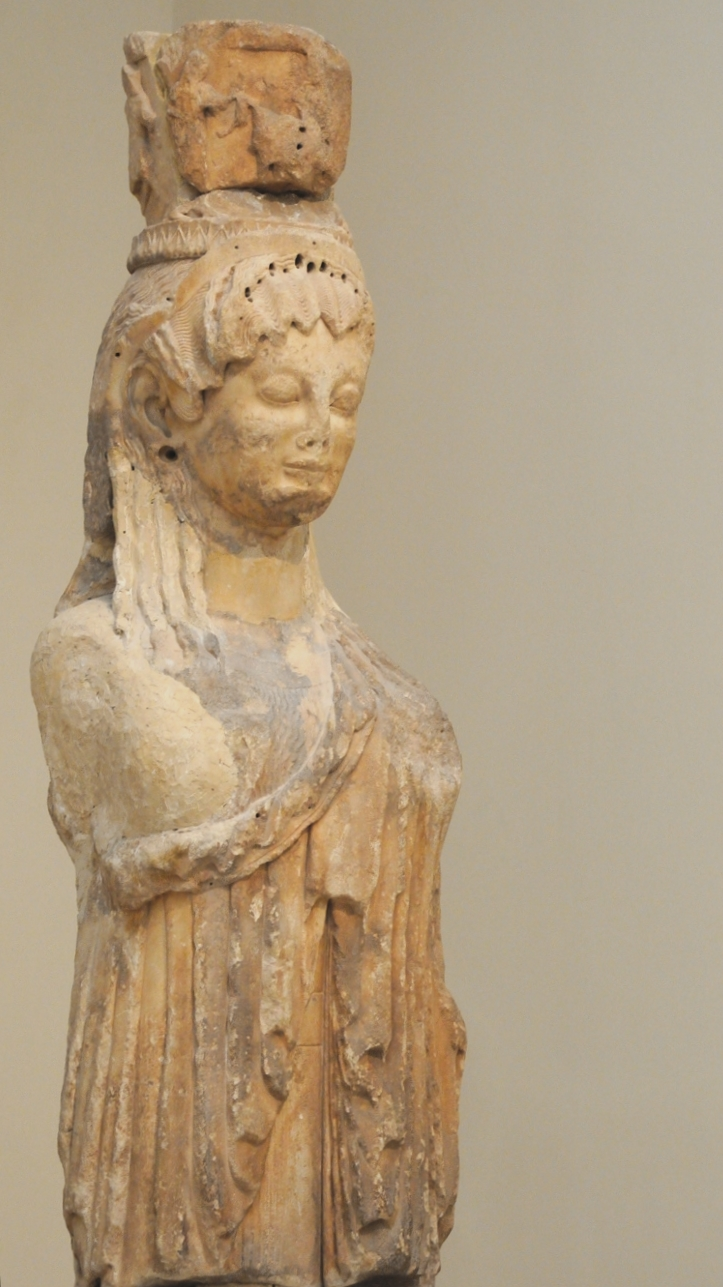
Karyatid från Sifniernas skattehus i Delfi.